# Dulcinée Langfelder
Pour les articles homonymes, voir Dulcinée (homonymie).
Œuvres principales
La Complainte de Dulcinée
Victoria
Portrait d'une femme avec valise
La Voisine
Hockey! Ok
Cercle Vicieux
Dulcinée Langfelder est une artiste américaine pluridisciplinaire (théâtre, danse, chant, mime, multimédia), installée à Montréal, Québec, Canada. Née à Brooklyn (New York) le 6 février 1955 et morte le 26 janvier 2025, elle est la fondatrice de Dulcinée Langfelder & Cie.

## Biographie
Dulcinée Langfelder commence à Brooklyn la danse dès l'âge de 4 ans avec « Miss Ronnie », qui lui apprend la technique Martha Graham. À 13 ans, elle étudie avec Paul Sanasardo (en). Ce dernier, jugeant qu'elle est davantage concentrée sur la fenêtre que sur la danse, lui propose : « Tu dois choisir entre la fenêtre et le studio. Si tu veux danser dans ma compagnie, ton regard doit rester dans le studio pour les dix prochaines années ! ». Puisqu’elle adore regarder les gens marcher dans la rue, elle choisit la fenêtre et cesse de danser pendant plusieurs années.
À 17 ans, elle fait son premier voyage en Europe et découvre un petit théâtre de pantomime dans les jardins de Tivoli à Copenhague. C'est à partir de cela qu'elle décide de sa vocation.
Ses parents insistent pour qu’elle aille à l’université. Alors elle choisit le Friends World College, une école quaker où elle peut créer son propre cursus, à la seule condition que ses études aient pour but d’améliorer le monde.
Dulcinée passe un an à Londres dans l'Oval House (en), un théâtre et foyer social où elle travaille aux côtés de jeunes qualifiés de fauteurs de troubles... Certains deviendront pourtant des vedettes, comme John Ratzenberger (Cheers) et Pierce Brosnan (Bond). Elle suit des cours de mime corporel dramatique avec Iris Walton, une élève d’Étienne Decroux, qui l’encourage à partir travailler directement avec le maître du mime (qui a déjà 84 ans).
En 1975, elle se rend à Paris pour travailler avec Étienne Decroux et reprend aussi la danse classique. Elle mime et chante dans la rue pour vivre et fait des flip books (dans des carnets volés...!).
Ayant besoin d’une évaluation experte de son domaine d’études pour obtenir son diplôme universitaire, elle passe une audition — catastrophique — devant Jacques Tati. Elle reçoit tout de même son diplôme. Lorsque les assistants de Decroux — Jean Asselin et Denise Boulanger — retournent à Montréal pour fonder leur compagnie, ils l'invitent à se joindre à la troupe Omnibus. Elle s’installera à Montréal en 1978.
Dans l’entrepôt de Paul Buissonneau où répète Omnibus, elle découvre un cerceau qui traîne dont le diamètre est exactement de sa taille. Elle commence à travailler avec cet accessoire qui deviendra son talisman.
Elle quitte Omnibus en 1982 et Paul lui fait don du cerceau, qui la suivra partout jusqu’en 1993.
À son actif, on compte une vingtaine de chorégraphies pour le théâtre, la comédie musicale et la télévision. Sa diversité, son sens socio-satirique et l’inspiration qu’elle a apportée au milieu artistique lui valent l’honneur d’être nommée Personnalité de l’année en danse par le quotidien montréalais La Presse en 1990.

## Approche artistique[2]
En faisant la rétrospective de ses œuvres, elle remarque que chacune contient des sphères (cerceau, balle, rondelle de hockey, capteur de rêves, roues, moulin à vent).
Elle constate que cette forme l’a guidée et l’a aidée à conserver mouvement et forme au cœur de sa démarche, même si elle s’éloignait peu à peu de sa formation en danse et en mime.
Elle a travaillé durant sept ans avec ce cerceau, jusqu’à ce qu’il devienne sa signature personnelle, son propre mode d’interprétation.
Ses réflexions et lectures lui ont permis de mieux comprendre pourquoi les cercles avaient une telle signification dans sa vie et pourquoi ils avaient colorés ses œuvres. Cette forme clairement féminine peut être associée au « féminin sacré », une entité spirituelle qui remonte bien avant les religions principales que nous connaissons.

### Pièces principales[4]
- Cercle Vicieux (1985)[5] : Résultat d'années de travail en danse, en mime et en théâtre, Cercle vicieux réussit à bien intégrer des disciplines diverses, incorporant musique originale, chanson et cinéma.
- La Voisine (1989)[6] :  En faisant le portrait de la vie recluse de la Voisine, en mettant autant à nu ses frustrations que ses rêves, Dulcinée Langfelder a créé une pièce à multiples facettes qui suggère au public de se poser les questions que la Voisine a ignorées - avant qu'il ne soit trop tard.
- Portrait d’une femme avec valise (1994)[7] : À travers le mouvement, des textes humoristiques, des chansons et l'intégration de projections d'images en relation avec la chorégraphie, Dulcinée nous entraîne dans un voyage magnifique au cœur de l'inconscient.
- Victoria (1999)[8] : Victoria est une femme magnifique, sensuelle et drôle, mais à 90 ans, elle est aujourd’hui enfermée dans un corps qui ne répond plus. Elle s’en échappe donc et nous entraîne dans ses souvenirs ou ses rêves. L’imaginaire n’a pas de contraintes alors plus le corps en a, plus l’imaginaire nous en libère.
- La Complainte de Dulcinée (2008)[9] : Dans une ambiance oscillant entre le cabaret, le théâtre grec et la performance multimédia, Dulcinée Langfelder jette un regard critique, pétillant et plein d’humour sur le parcours de l'humanité en mettant en scène son double, Dulcinea del Toboso, muse de Don Quichotte et héroïne absente du roman de Cervantès.

Ses pièces tracent un cycle de la vie qui commence par l’embryon, se poursuit par la naissance, la maturité, la force de l’âge, la vieillesse et la mort, et se renouvelle à travers les icônes de la féminité.Ses œuvres contiennent les trois aspects de la grande déesse – la vierge, la mère et la vieille dame.
Son intention est d'encourager l'harmonie entre les cultures, entre les gens.
En avril 2009, elle joue au Zimbabwe, et l'expérience a éveillé en elle un fort désir de se servir du spectacle, aussi souvent que possible, dans un contexte socialement pertinent. Elle s'est rappelée à quel point on peut se sentir bien lorsqu’on fait du bien aux autres.
En ce qui concerne le processus de production, la recherche et la création se font sur une longue période (minimum 3 ans). Et bien souvent, la diffusion de chacune de ses œuvres s'étend sur plusieurs années (8 à 12 ans pour trois des œuvres).

## La compagnie[11]
C'est en 1985 qu'elle fonde à Montréal sa propre compagnie qu’elle nomme Cercle Vertueux Danse théâtre. Ses spectacles multidisciplinaires tournent depuis à travers le monde.
En 1997, elle change le nom de sa compagnie en Dulcinée Langfelder & Cie.
Depuis 1985, Dulcinée Langfelder & Cie est un organisme à but non lucratif, qui crée des spectacles multidisciplinaires et les présente en tournée dans le monde entier. La compagnie essaye de rendre la vie plus vivable par des créations qui amusent, tout en provoquant un tourbillon pour dépoussiérer la pensée.
Sur un fond tragi-comique, ses œuvres fusionnent le théâtre, la danse et le multimédia, traversant les barrières disciplinaires et culturelles.
Dulcinée Langfelder & Cie a créé au total sept spectacles, diffusés dans 16 pays et sur 5 continents.

## Créations

### Direction artistique
Création et interprétation d’œuvres multidisciplinaires 
- 2018 Cheek to Cheek, l'amour avec un grand C[12]
- 2016 Confidences sur l'oreiller
- 2008 La Complainte de Dulcinée[9]
- 1999 Victoria[8]
- 1996 Quand le vautour danse (texte écrit par Abla Farhoud)
- 1994-1997 Portrait d’une femme avec valise[7]
- 1990 Hockey! O.K.?[13]
- 1988-1996 La voisine[6]
- 1985 Cercle vicieux[5]

### Chorégraphies
Au théâtre 
- 2004 : Circus Minimus de Christian Bégin - Mise en scène de Dominic Champagne au Théâtre d’Aujourd’hui
- 2001 : Monsieur Bovary de Robert Lalonde - Mise en scène de Lorraine Pintal au Théâtre du Nouveau Monde
- 1998 : L’Oiseau vert de Carlo Gozzi - Mise en scène de Paul Buissonneau au Théâtre du Nouveau Monde
- 1996 : Le Vampire et la Nymphomane, Gauvreau-Provost, Espace “C”
- 1995 : Duo pour voix obstinées de Maryse Pelletier - Mise en scène de Louise Laprade
- 1991 : La Chauve-souris de Strauss - Mise en scène d’Éric Kruger au Théâtre St-Denis
- 1987 : La Vie parisienne de Jacques Offenbach - Mise en scène de Daniel Roussel, Prod. Nouvelles variétés lyriques
- 1986 :
  - Orphée aux enfers de Jacques Offenbach - Mise en scène de Daniel Roussel, Prod. Nouvelles variétés lyriques
  - Un chapeau de paille d’Italie d’Eugène Labiche - Mise en scène de Daniel Roussel au Théâtre du Nouveau Monde
  - Bain public du Théâtre Petit-à-Petit - Mise en scène de René Richard Cyr
  - Les paradis n’existent plus… Jeanne d’Arc d’Alice Ronfard - Mise en scène de Claude Poissant
- 1984 : Sortie de secours du Théâtre Petit-à-Petit - Mise en scène de Claude Poissant

### Interprétation
Cinéma 
- 1996 : La voisine dans le film La Voisine Productions de l’impatiente, réalisatrice: Diane Poitras (théâtre, danse, mime)[14]
- 1984 : La coureuse dans Quand j’étais grande d’Abla Farhoud - Mise en scène de Louise Laprade
- 1983 : Rôle dans Pain blanc de Carbone 14 - Mise en scène de Gilles Maheu
- 1978-1982 : Membre de la troupe Omnibus, dirigée par Jean Asselin et participation à la création et aux tournées internationales de 6 œuvres
- 1974-1975 : Membre de la troupe Another Dance Group dirigée par Kai Tai Chan, Londres

## Récompenses
- 2010 : Certificat de reconnaissance, Conseil des aînés du Québec, à Dulcinée Langfelder pour son apport à l’amélioration du bien-être des aînés, de leur condition et de leur place dans la société, grâce au travail qu’elle fait depuis 10 ans avec Victoria.
- 2007 :
  - Herald Angel, Édimbourg, pour Victoria : prix des critiques du journal The Herald afin de reconnaître l’excellence au festival Fringe d’Édimbourg (plus de 2000 spectacles différents sont présentés durant le festival).
  - Prix « Luvvie », Édimbourg : Prix des critiques du journal Scotland on Sunday à Dulcinée Langfelder pour la meilleure performance en théâtre physique au festival Fringed’Édimbourg, dans la pièce Victoria.
- 2006 : Prix « Arti-Shock », Rijnmond, Hollande pour la pièce Victoria : Prix du public pour le spectacle le plus impressionnant de la saison 2006-2007.
- 2005 : Prix « Coup de cœur du public » pour la pièce Victoria joué au festival de théâtre de L’Assomption, Québec
- 2000 : Montreal English Critics Circle Award (MECCA), Montréal à Ana Cappelluto pour sa scénographie dans Victoria (prix du Cercle des critiques montréalais anglophones).
- 1990 : Prix de la « Personnalité de l’année en danse » à Dulcinée Langfelder par le quotidien La Presse, Montréal.
- 2022 : Compagne de l'Ordre des arts et des lettres du Québec.